# Temple mormon de Twin Falls
Le temple mormon de Twin Falls est un temple de l’Église de Jésus-Christ des saints des derniers jours situé à Twin Falls, dans l’État de l’Idaho, aux États-Unis. Il a été inauguré le 24 août 2008.